# Sanmen
Sanmen léase San-Mén (en chino simplificado, 三门县; pinyin, Sānmén xiàn; literalmente, ‘3 puertas’) es un condado bajo la administración directa de la ciudad-prefectura de Taizhou. Se ubica en la provincia de Zhejiang, este de la República Popular China. Su área es de 1103 km² y su población total para 2010 fue más de 300 mil habitantes.

## Administración
El condado de Sanmen se divide en 10 pueblos que se administran en 3 subdistritos, 6 poblados y 1 villa.